# El Carrizal (San Andrés Paxtlán)
El Carrizal es una comunidad en el municipio de San Andrés Paxtlán en el estado de Oaxaca. El Carrizal está a 2123 metros de altitud. 

## Geografía
Está ubicada a 16° 6' 49.68" latitud norte y 96° 19' 57.72" longitud oeste.

## Población
Según el censo de población de INEGI del 2010: la comunidad cuenta con una población total de 423 habitantes, de los cuales 214 son mujeres y 209 son hombres. Del total de la población 317 personas hablan la lengua zapoteca.

## Ocupación
El total de la población económicamente activa es de 127 habitantes, de los cuales 109 son hombres y 18 son mujeres.